# 利物浦交通
利物浦拥有完善的城市交通体系，覆盖整个默西塞德郡地区，并连接周边的大曼彻斯特郡、柴郡和兰开夏郡。

### 巴士
利物浦市内巴士服务于整个默西塞德地区并有巴士线路1、2、X8通往周边柴郡的埃尔斯米尔港和切斯特，巴士线路6、7通往柴郡的沃灵顿，巴士线路14、14A、14B、14F、61、61A、79C通往柴郡的哈尔顿、朗科恩和巴士线路X2通往兰开夏郡的普雷斯顿，另有巴士线路47、300、310、345等通往默西塞德郡北部的绍斯波特和巴士线路10、10A通往默西塞德郡东北部的自治市圣海伦斯，除此之外，还有越江巴士407、423、432、433、437、441、442、464、471、472、487等通过默西河隧道或国王隧道通往河对岸的威勒尔自治市。利物浦市内主要的两大公交枢纽为位于市中心商业区的女王广场公交枢纽和靠近市中心阿尔伯特码头的利物浦一号公交枢纽，并有巴士线路直通利物浦约翰列侬国际机场。
利物浦市内巴士主要由爱瑞发（Arriva）和捷达集团（Stagecoach）运营，另有其他小型巴士服务公司例如Cumfybus、HTL Buses、Huyton Travel等提供城市环线以及城镇或街区间的穿梭巴士服务。
此外利物浦还有属于英国长途客车运输网络的长途客车服务通往伦敦、曼彻斯特、利兹、普雷斯顿和卡迪夫等地。

### 城市轨道交通
利物浦实际上是一个拥有城市轨道交通的城市，其市中心地下拥有仍然属于英国国家铁路网但实际上运营路轨系统独立于普通城际铁路的城市轨道交通体系——默西塞德铁路。默西塞德铁路拥有北线、威勒尔线和城市线三条线路，其中城市线是利物浦至曼彻斯特以及普雷斯顿、布莱克浦的普通城际铁路位于默西塞德郡境内路段的通俗称呼，北线和威勒尔线则是独立于普通城际铁路的独立城市轨道交通系统，北线由利物浦市南郊的亨特十字车站经由利物浦南大道站、利物浦市中心通往默西塞德郡北部的绍斯波特和奥姆斯柯克，威勒尔线由市中心穿越默西河通往威勒尔自治市的新布赖顿、西柯比以及柴郡的埃尔斯米尔港和切斯特。
默西塞德铁路拥有67个车站和75英里长的线路，其中有6.5英里是在地下。每天超过100,000乘坐默西塞德铁路的列车，是英国除了伦敦以外最繁忙的城市轨道交通系统。
| 路線名稱 | 路線名稱             | 開通年份 | 路線類型           |
| -------- | -------------------- | -------- | ------------------ |
|          | 城市線 City Line     | 1830年   | 普通城际铁路       |
|          | 威勒尔线 Wirral Line | 1830年   | 淺層隧道和地面铁轨 |
|          | 北线 Northern Line   | 1876年   | 淺層隧道和地面铁轨 |

### 铁路系统

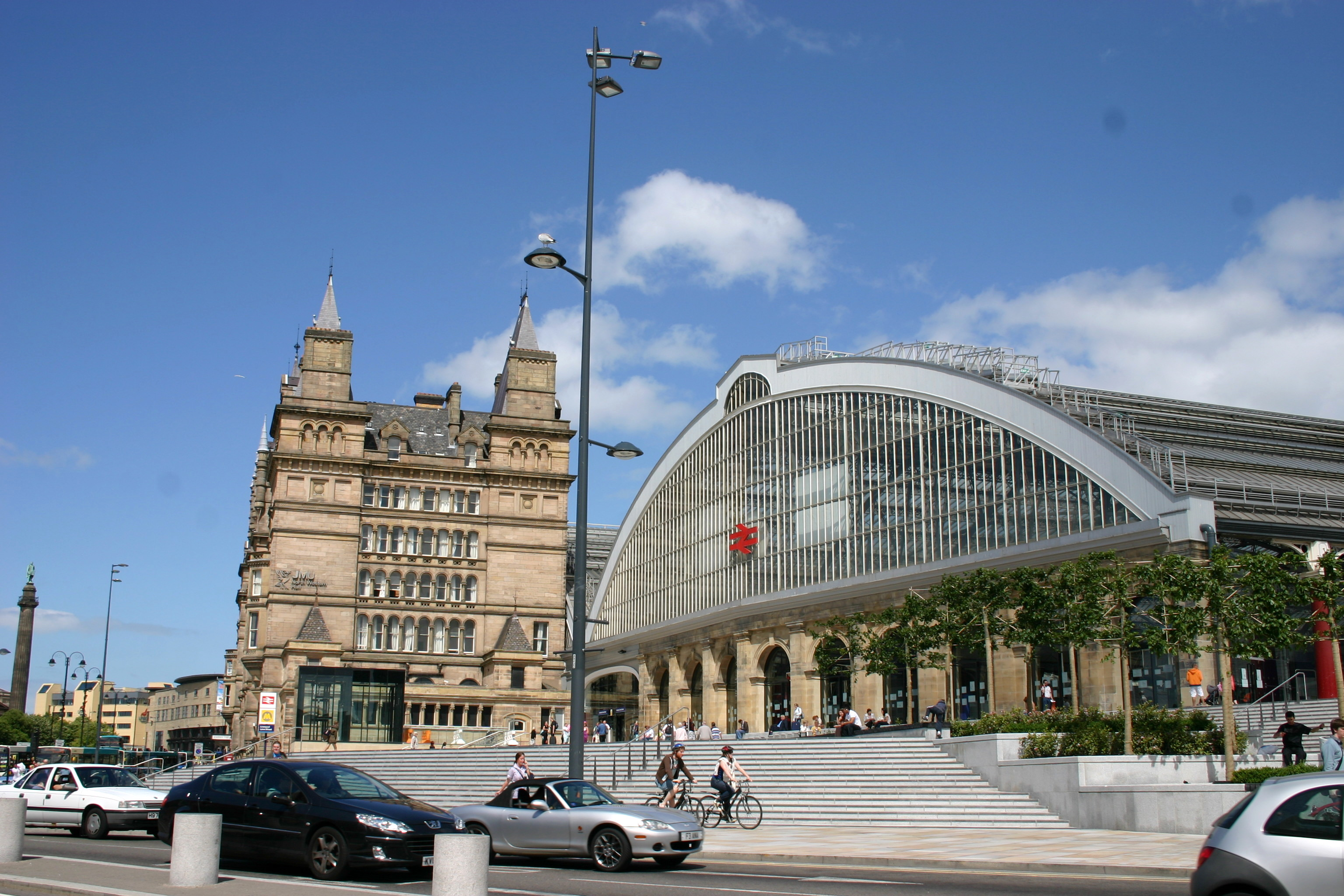

利物浦铁路系统的历史最早可追溯至1830年开通的世界上第一条客运铁路——利物浦至曼彻斯特客运铁路线。如今，利物浦是英国全国铁路网位于英格兰西北地区的主要枢纽之一，市内拥有以下几大车站：莱姆大街站、边山站和南大道站。从利物浦出发的列车主要通往曼彻斯特、普雷斯顿、布莱克浦、谢菲尔德、利兹、约克、纽卡斯尔和伯明翰、诺维奇，并有维珍铁路运营的城际快车直达伦敦尤斯顿站。历史上利物浦还有通往爱丁堡、格拉斯哥和卡迪夫等地的列车线路，但均已于2000年取消。不过，利物浦将在未来开通至格拉斯哥以及北威尔士的列车线路。
利物浦的主线铁路列车服务主要由北方铁路（Northern Rail）、第一奔宁特快（First TransPennine Express）、伦敦中部列车（London Midland）和东中部列车（East Midland）运营。

### 机场

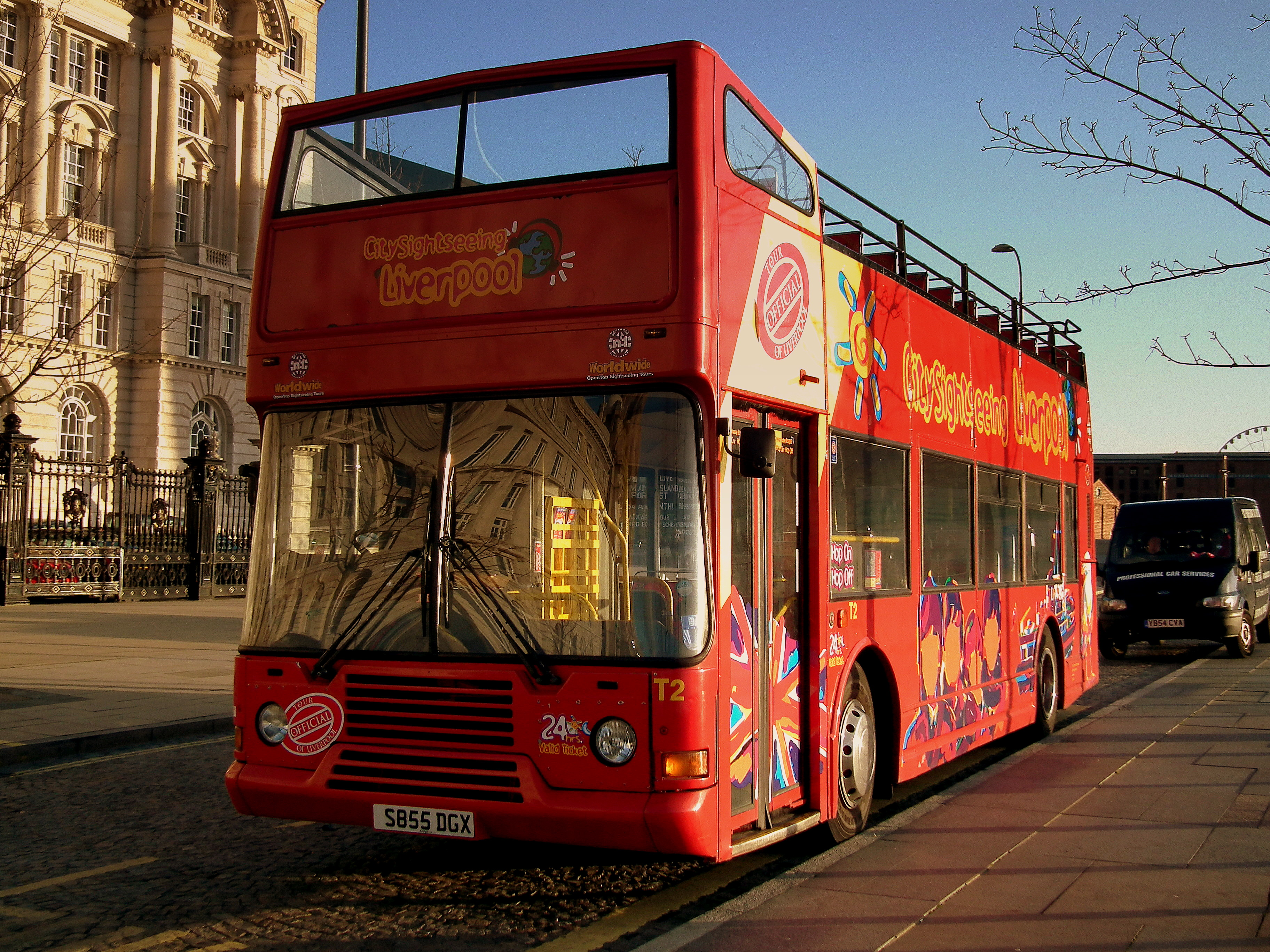

利物浦机场于1930年代建立，位于利物浦市南郊的斯皮克，于2001年为纪念披头士乐队的灵魂人物约翰·列侬而更名为利物浦约翰·列侬机场。2006年该机场接待旅客500万人次，有通往伦敦、贝尔法斯特、马恩岛等国内城市和地区的航班，并有通往巴黎、柏林、日内瓦、阿姆斯特丹、都柏林、布拉格、布拉迪斯拉发、里斯本、尼斯、马德里、巴塞罗那、布加勒斯特、里加、华沙等城市的国际航班。
机场与市中心有巴士线路86A、80A、82A、500等连接。

### 水路交通

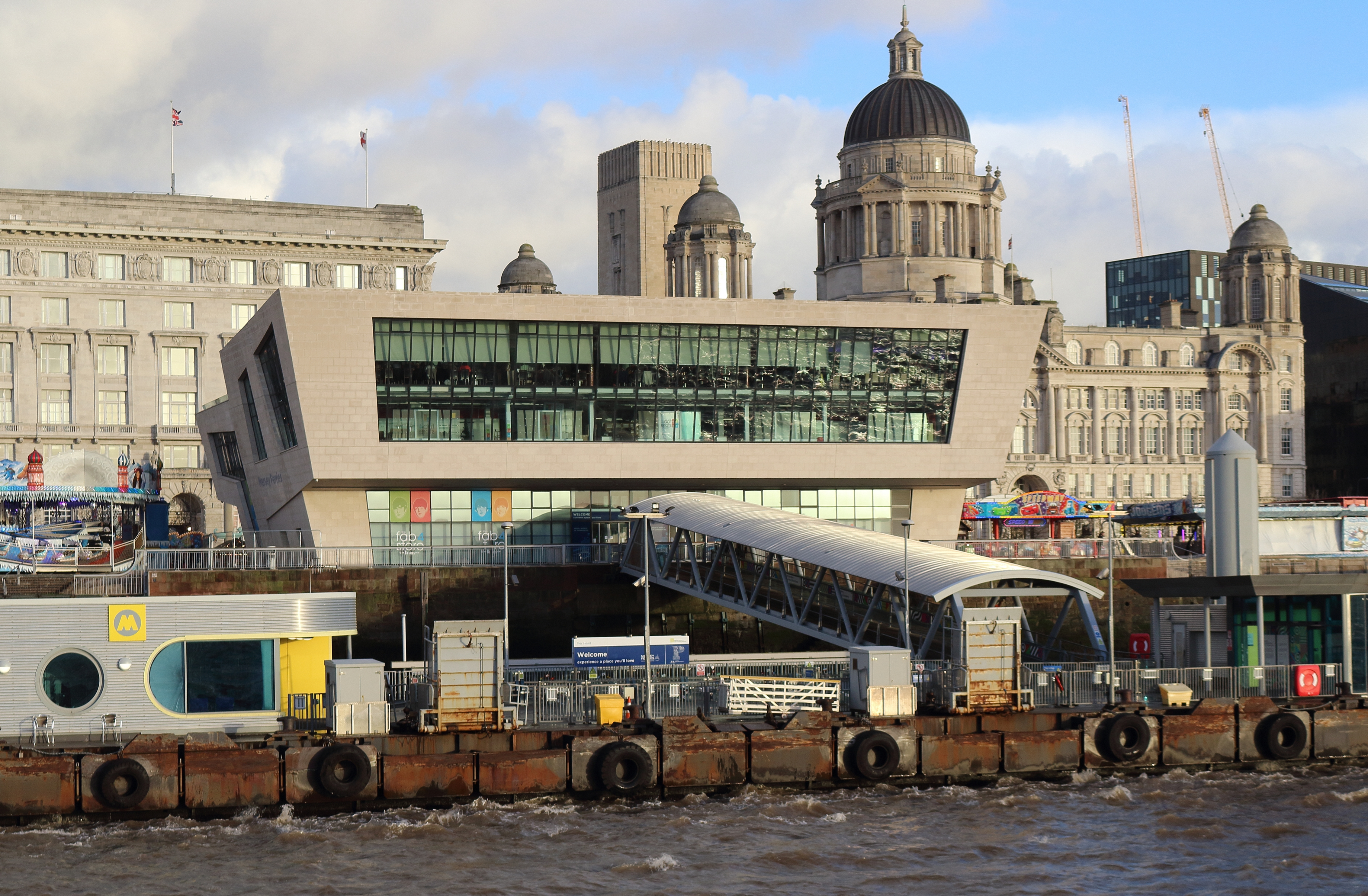
客運樓
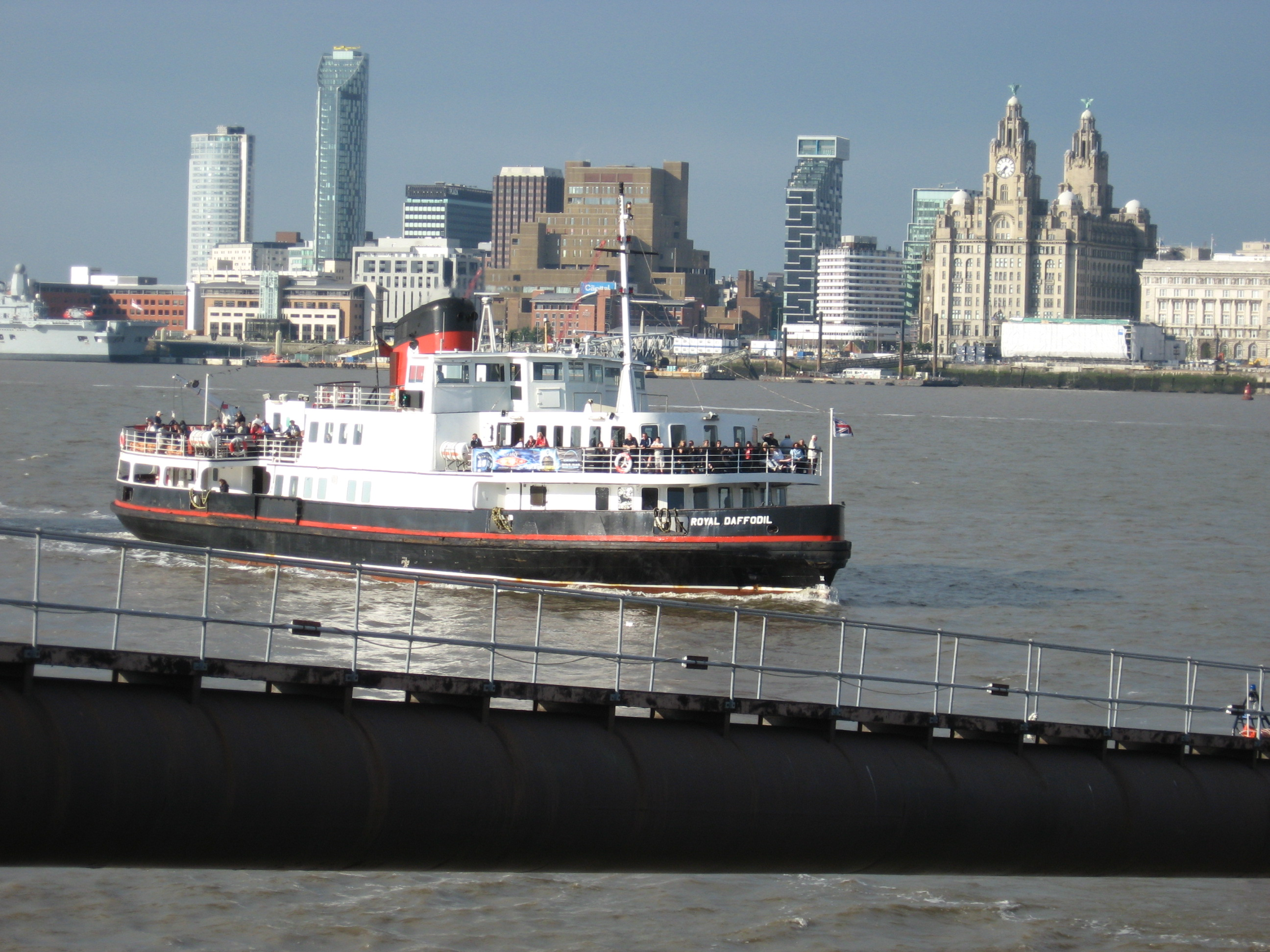
渡輪梅西河
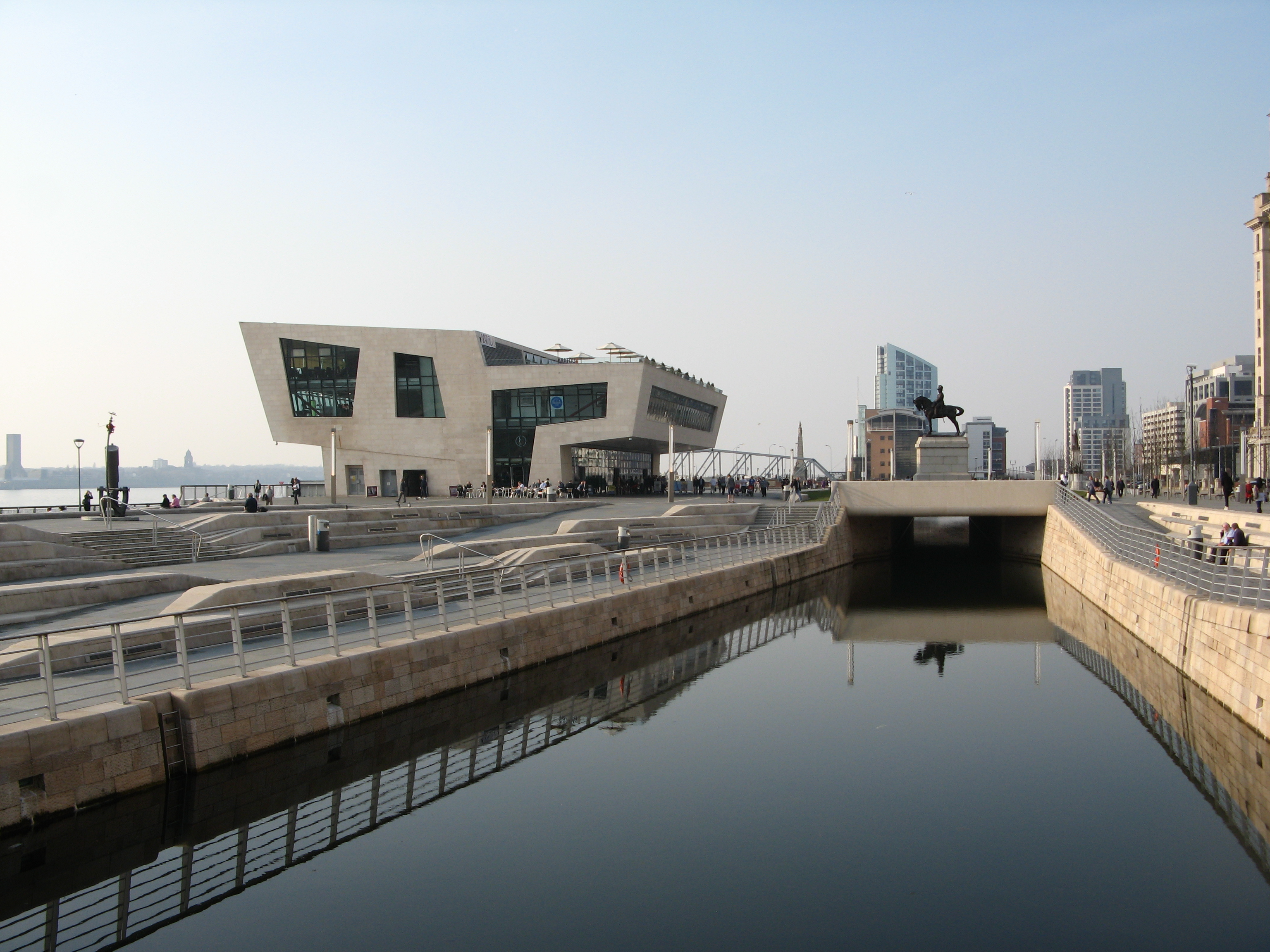
运河
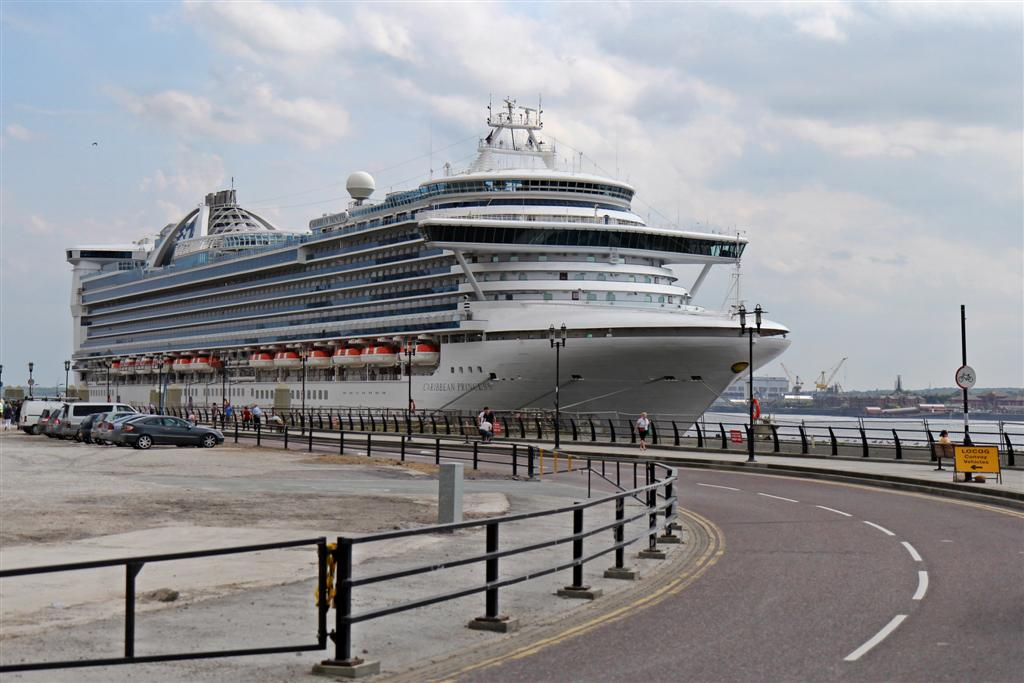
遊輪
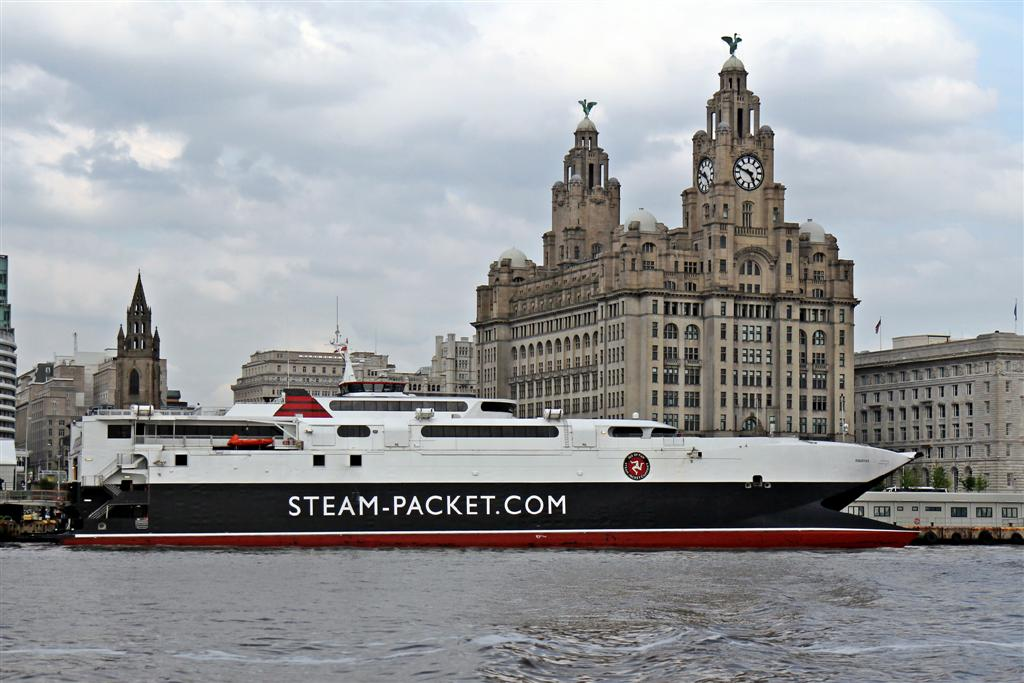
马恩岛渡輪

作为一个濒临默西河流入爱尔兰海的港口城市，水路交通在利物浦的历史上扮演了一个相当重要的角色，利物浦港曾经是英国大西洋航线的重要枢纽港，并有多条航线通往美国纽约及东海岸，而第一批华人亦由中国上海启航抵达利物浦。二战后随着利物浦海运业的衰落，目前利物浦货运港转移至北郊的布特尔，市中心港口主要用作观光港口和大型邮轮码头。
利物浦拥有市区阿尔伯特码头通往马恩岛、伯肯黑德通往贝尔法斯特、布特尔通往都柏林三条客运渡轮航线，并有运河与利兹相通。

## 港口
- 利物浦港

1. ↑  . Renaissance Trains.   [26 May 2009]. （原始内容存档于2016-04-14）.